# Armelle Choplin
Armelle Choplin, née en 1978, est une géographe et urbaniste française. Ses recherches portent sur les villes dites du Sud, en particulier africaines.

## Biographie
Armelle Choplin est née en 1978. Après des études littéraires puis de géographie, elle obtient l'agrégation de géographie en 2001. Elle soutient son doctorat de géographie à l’université Paris 1 Panthéon-Sorbonne avec la thèse « Fabriquer des villes-capitales entre monde arabe et Afrique noire : Nouakchott (Mauritanie) et Khartoum (Soudan), étude comparée ».
Nommée maîtresse de conférences à l’Université Paris-Est en 2008, elle enseigne un temps à l’École d’Urbanisme de Paris. Elle rejoint de 2016 à 2018 l’Institut de Recherche pour le Développement et est affectée à l’Université d’Abomey-Calavi à Cotonou au Bénin.
Depuis 2019, elle est professeure associée à l'université de Genève ; depuis 2020 elle dirige l’Institut de la gouvernance de l’environnement et du développement territorial.

## Travaux
Armelle Choplin s’intéresse à la production de la ville en Afrique et dans le monde arabe. Ses recherches portent sur l’habitat précaire, les questions foncières et de gouvernance, les grands projets urbains dans les villes dites du Sud,,. Ses travaux analysent la circulation des modèles et les effets de la mondialisation dans les espaces marginaux et sur les populations pauvres,.  
Armelle Choplin étudie ensuite le secteur de la construction en Afrique de l’Ouest (Ghana, Togo, Bénin et Nigeria). Elle s’est en particulier intéressée à l’industrie du ciment et au rôle du béton dans la production urbaine,,. Elle interroge également le rôle de l’industrie du ciment et du béton en Suisse. 
Elle réalise également des projets de recherche-action avec des institutions internationales, des bureaux d’étude, des bailleurs de fonds et des ONG. Dans ce cadre, elle développe le projet Map&Jerry avec OpenStreetMap Bénin et le fablab béninois Blolab afin de cartographier un quartier précaire de Cotonou avec les habitants.

## Distinction
- Prix Luc-Durand-Réville en 2018 pour l'ouvrage La Mondialisation des Pauvres, décerné par l’Académie des sciences morales et politiques[16]

## Réalisations

### Ouvrages
- Jean-Robert Pitte, Armelle Choplin, Sébastien Boulay et Boubacar Dionne, Nouakchott, 20 mai 2006, 192 p. (ISBN 978-2842801113)
- Nouakchott: au carrefour de la Mauritanie et du monde, Karthala, 2009, 372 p. (ISBN 978-2-8111-0239-5).
- Répondre au défi de l'habitat social dans les villes du Sud: l'exemple du programme Twize en Mauritanie, Éditions du GRET, coll. « Études et travaux en ligne », 2009 (ISBN 978-2-86844-259-8).
- Armelle Choplin et Olivier Pliez, La mondialisation des pauvres: loin de Wall Street et de Davos, Seuil, coll. « La République des idées », 2018 (ISBN 978-2-02-136652-5).
- Foncier, droit et propriété en Mauritanie: Enjeux et perspectives de recherche, Centre Jacques-Berque, 3 avril 2018.
- Matière grise de l'urbain: La vie du ciment en Afrique Broché, Métis Presse, 6 novembre 2020, 252 p. (ISBN 978-2940563746)[17].
- (en) Concrete city: material flows and urbanization in West Africa, Wiley, coll. « IJURR studies in urban and social change book series », 2023 (ISBN 978-1-119-81198-5 et 978-1-119-81200-5).

### Exposition
- « Cotonou(s), Histoire d’une ville sans histoire ». Cotonou, 2018-2019. Fondation Zinsou[18].